# The Deer Hunter (soundtrack)
The Deer Hunter is de originele soundtrack, gecomponeerd door Stanley Myers voor de film The Deer Hunter uit 1978 van Michael Cimino. Het album werd uitgebracht in 1979 door Capitol Records.

## Achtergrond
Myers' "Cavatina" (ook bekend als "He Was Beautiful"), uitgevoerd door klassiek gitarist John Williams is algemeen bekend als "The Theme from The Deer Hunter". Volgens producer Michael Deeley ontdekte hij dat het stuk oorspronkelijk was geschreven voor een film genaamd The Walking Stick (1970) en moest hij de oorspronkelijke koper daarom een onbekend bedrag betalen.
Williams speelde gitaar bij de nummers "Cavatina" en "Sarabande". De muziek werd opgenomen door geluidstechnicus Aaron Rochin, gemixt door Hugh Davies en gemasterd door Jay Maynard.

## Tracklijst
Alle muziek en teksten zijn geschreven door Stanley Myers, tenzij anders vermeld. 
| 1.                 | Cavatina                                                                                  | 3:32 |
| 2.                 | Praise the Name of the Lord (traditioneel, gearrangeerd: Kenneth Kovach)                  | 1:44 |
| 3.                 | Troika (traditioneel, gearrangeerd: Stanley Myers)                                        | 2:20 |
| 4.                 | Katyusha (muziek: Matvej Blanter, tekst: Michail Isakovski, gearrangeerd: Kenneth Kovach) | 1:38 |
| 5.                 | Struggling Ahead                                                                          | 3:04 |
| 6.                 | Sarabande                                                                                 | 2:54 |
| 7.                 | Waiting His Turn                                                                          | 1:27 |
| 8.                 | Memory Eternal (traditioneel, gearrangeerd: Kenneth Kovach)                               | 1:13 |
| 9.                 | God Bless America (Irving Berlin)                                                         | 1:45 |
| 10.                | Cavatina (Reprise)                                                                        | 3:54 |
| Totale duur: 23:31 |                                                                                           |      |

## Hitnoteringen

### NPO Klassiek Filmmuziek Top 200
| The Deer Hunter in de NPO Klassiek Filmmuziek Top 200 | The Deer Hunter in de NPO Klassiek Filmmuziek Top 200 | The Deer Hunter in de NPO Klassiek Filmmuziek Top 200 | The Deer Hunter in de NPO Klassiek Filmmuziek Top 200 | The Deer Hunter in de NPO Klassiek Filmmuziek Top 200 |
| Jaar                                                  | 2016                                                  | 2023                                                  | 2024                                                  | 2025                                                  |
| ----------------------------------------------------- | ----------------------------------------------------- | ----------------------------------------------------- | ----------------------------------------------------- | ----------------------------------------------------- |
| Positie                                               | 32                                                    | 57                                                    | 56                                                    | 46                                                    |